# Lophoptera seydeli
Lophoptera seydeli är en fjärilsart som beskrevs av Emilio Berio 1956/57. Lophoptera seydeli ingår i släktet Lophoptera och familjen nattflyn. Inga underarter finns listade i Catalogue of Life.